# Liste der Bürgermeister von Gräfelfing
Die Liste der Bürgermeister von Gräfelfing gibt einen Überblick über die Bürgermeister der Gemeinde Gräfelfing im oberbayerischen Landkreis München seit 1906.

## Bürgermeister
| Bürgermeister       | Partei | Partei    | Amtszeit  |
| ------------------- | ------ | --------- | --------- |
| Andreas Kotzbauer   |        |           | 1906–1912 |
| Ludwig Hartnagel    |        |           | 1912–1916 |
| Josef Huber         |        |           | 1916–1933 |
|                     |        |           |           |
| Otto von Stengel    |        | NSDAP     | 1936–1945 |
|                     |        |           |           |
| Paul Diehl          |        | CSU       | 1948–1960 |
| Leopold Bachhuber   |        | parteilos | 1960–1972 |
| Eberhard Reichert   |        | IGG       | 1972–2002 |
| Florian Ernstberger |        | IGG       | 2002–2003 |
| Christoph Göbel     |        | CSU       | 2003–2014 |
| Uta Wüst            |        | IGG       | 2014–2020 |
| Peter Köstler       |        | CSU       | seit 2020 |